# Dactylomys dactylinus
La rata de bambú, olalla o toró (Dactylomys dactylinus) es una especie de roedor de la familia Echimyidae.

## Distribución geográfica
Se encuentra en la Amazonia, en Bolivia, Brasil, Venezuela, Colombia, Ecuador y Perú, entre los 200 y 1250 m de altitud.

## Descripción
Pelaje en el dorso oliva, con pintas amarillas y negras; en el vientre es blanco amarillento. El pelo sobre la cabeza notoriamente más largo. La cola es desnuda. La longitud del cuerpo con la cabeza alcanza alrededor de 35,5 cm y la de la cola 42 cm. Pesa entre 600 y 750 gr.

## Comportamiento
Es arbóreo y nocturno. Emite un grito característico. Come sólo plantas, prefiriendo bambú y vides, principalmente sus hojas tiernas, tallos y pecíolos.